# Schwabenland (Schiff)
Die Schwabenland war ein ehemaliges Frachtschiff, das von der Deutschen Lufthansa für ihre Luftpoststrecke über den Südatlantik zum Katapultschiff umgebaut worden war. Größere Bekanntheit erlangte die Schwabenland durch ihre Rolle bei den Demonstrationsflügen für einen Luftpostverkehr über den Nordatlantik ab 1936 und durch ihre Verwendung als Forschungsschiff der Deutschen Antarktischen Expedition 1938/39.
Die Schwabenland wurde 1946 von der britischen Royal Navy mit 1400 Tonnen Giftgasmunition beladen im Skagerrak versenkt.

## Frachter
Das Schiff wurde 1925 unter dem Namen Schwarzenfels auf der Werft Deutsche Werke AG in Kiel mit der Baunummer 180 als Frachtschiff für die DDG „Hansa“ gebaut. Es lief am 14. März 1925 vom Stapel, wurde am 16. Juli 1925 abgeliefert und zunächst im Liniendienst der DDG Hansa eingesetzt. Das Schiff war 148,8 m lang und 18,4 m breit, hatte 8,49 m Tiefgang, und war mit 7.894 BRT vermessen. Es war das erste Frachtschiff, das mit einem Kreiselkompass ausgerüstet war. Die zwei Propeller wurden von je einem Sechszylinder-Viertakt-Dieselmotor mit zusammen 3600 PSe angetrieben; damit konnte die Schwarzenfels 12 Knoten laufen. Die Besatzung zählte 45 Mann. Das Ladegeschirr bestand aus einem 30 t Ladebaum und 16 5 t Ladebäumen. Zusätzlich zu Fracht konnten auch bis zu 10 Passagiere befördert werden.
Die Schwarzenfels kam als erstes Schiff ihrer Klasse in Dienst und hatte zwei Doppelschrauben-Schwesterschiffe (Neuenfels und Weissenfels) und drei Einschrauben-Schwesterschiffe (Braunfels, Rotenfels und Altenfels), die zwischen 1925 und 1927 in Dienst kamen.

## Katapultschiff
Am 28. Februar 1934 kaufte die Lufthansa das Schiff und ließ es bei der AG Weser in Bremen zum Katapultschiff mit einem Heinkel K-7-Katapult umbauen, um es für die Flugboote ihres zwischen Südamerika, Afrika und Europa verkehrenden Luftpostdienstes als schwimmenden Flugstützpunkt neben der auf derselben Werft umgebauten Westfalen zu nutzen. Nach dem Umbau hatte das Schiff 8.188 BRT. Von dem angekauften Zwei-Schrauben-Motorschiff erhoffte sich die Lufthansa eine schnellere Einsatzbereitschaft und einen geringeren Treibstoffbedarf in den Liegezeiten. Auch war die angekaufte Schwarzenfels als Einsatzschiff für die Tropen gebaut worden, was einige Umbauten nicht notwendig machte. Das Dampfkatapult auf dem Achterschiff beschleunigte ein 10-Tonnen-Flugboot des Typs Dornier Wal, mit zusätzlich bis zu 4 Tonnen Kraftstoff beladen, innerhalb von Sekundenbruchteilen auf 150 km/h. Da die Lufthansa durch die Einführung der 10-t-Wale auf eine Zwischenlandung im Atlantik verzichten konnte, wurde der Platz für die Flugboote auf das Schiff hinter dem Brückenaufbau beschränkt. Das hintere Ende der Katapultbahn wurde als Drehscheibe ausgebildet und die Maschinen konnten von dort auch auf zwei Abstellbahnen geschoben werden.

Am Heck wurde eine Rampe eingebaut, über die ein durch Streben versteiftes Segeltuch als Schleppsegel ausgebracht und wieder eingeholt werden konnte. Das Flugboot schwamm nach dem Wassern auf das Schleppsegel und wurde von dort mit einem 12-Tonnen-Kran der Firma Kampnagel an Deck gehoben. Beim Katapultstart wurde der Kran abgeklappt. Nach vollendetem Umbau wurde das Schiff am 25. Juli 1934 für die Deutsche Lufthansa A.G. in Dienst gestellt, wobei die DDG Hansa nunmehr als Vertragspartner der Lufthansa das Schiff bereederte. 1938 ging das Management an den Norddeutschen Lloyd in Bremen.

### Postdienst
Die Schwabenland kam dann neben der Westfalen als zweites Katapultschiff der Lufthansa zum Einsatz. Die Schiffe wurden nun auf den beiden Seiten des Südatlantiks stationiert. Sie nahmen in Bathurst bzw. Fernando de Noronha oder Natal (Brasilien) die Flugboote nach der Atlantikquerung an Bord, warteten sie und liefen beim nächsten Postflug mit einer Dornier Wal an Bord ein Stück in den Atlantik hinaus und starten die Flugboote von einer für den Rest des Überfluges sicheren Position. Am 12. September 1934 startete die Dornier Wal D-AKER Taifun erstmals mit Post von der Schwabenland auf See nach Natal. Sie hatte beim Start nur noch 2185 km statt 3040 km vor sich, die sie in 13 Stunden und 05 Minuten überwand. Am 7. November 1934 startete die Dornier Wal D-AFAR Samum erstmals nachts von der Schwabenland in Bathurst nach Natal und legte 2874 km in 15 Stunden und 36 Minuten zurück. Flüge dieser Art wurden bei Zeitverlusten auf dem Anflug von Europa gelegentlich wiederholt. Im Mai 1935 tauschten die Stützpunktschiffe ihre Positionen. Als am 29. Juni 1935 die D-ADYS Tornado nach Start von der Schwabenland vor Fernando de Noronha einen Motorschaden hatte und im Atlantik notlanden musste, liefen beide Katapultschiffe zu der vermuteten Position des Flugbootes. Die Westfalen erreichte das Flugboot und nahm es an Bord. Dieser Einsatz wurde auch zu einem erneuten Tausch der Positionen der Schiffe genutzt. Im September erfolgte dann wieder ein Tausch der Positionen. Von Mitte Oktober bis Mitte Dezember war die Schwabenland allein einsatzbereit und lief hin und her, während die Westfalen überholt wurde.

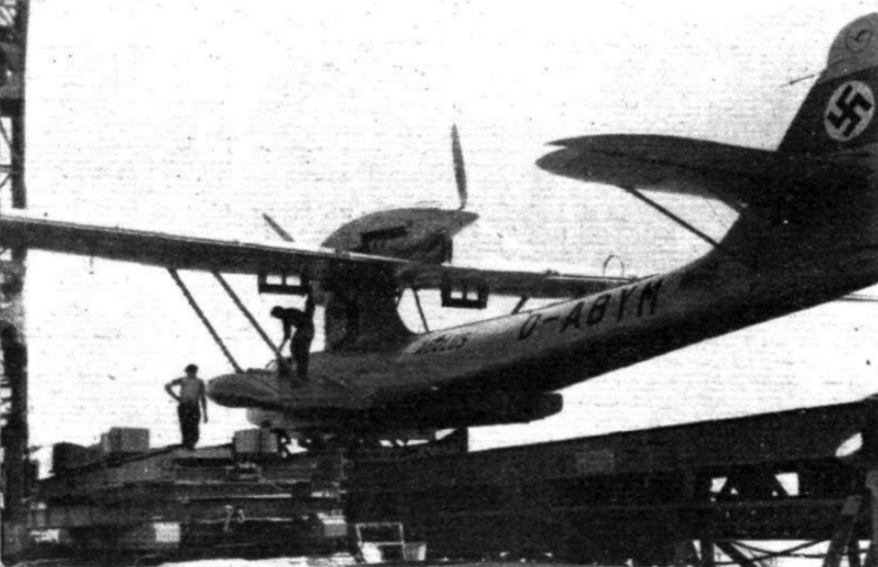
Eine Dornier Do 18 1936 auf dem Katapult der Schwabenland

1936 erhielt die Lufthansa die neue Ostmark, und die Schwabenland konnte Tests für einen geplanten Nordatlantik-Postdienst der Lufthansa mit zwei neuen, zweimotorigen Dornier Do 18 durchführen, die sie in Travemünde an Bord nahm und mit ihnen am 31. August 1936 in Lissabon eintraf. Dort wurde die D-ABYM Aeolus abgesetzt und die Fahrt mit dem zweiten Flugboot an Bord am 3. September zu den Azoren fortgesetzt, wo man am 6. eintraf. Die Aeolus war am Vortag bereits nach Wasserstart in Lissabon in Ponta Delgada eingetroffen. Nach einem Probeflug entschied die Expeditionsleitung sich für eine Verlegung nach Horta als Startplatz. Ein erster Atlantikflug der Aeolus von dort wurde wegen Kühlwasserverlust und starkem Gegenwind nach 6 Stunden abgebrochen und die Maschine kehrte nach 10 Stunden Flug nach Horta zurück. Am 10./11. September flog die D-ARUN Zephir nach Katapultstart von der Schwabenland vor Horta unter Joachim Blankenburg und Lufthansa Direktor Freiherr Carl August von Gablenz in 22 Stunden und 18 Minuten nach New York. Am 11. September folgte D-ABYM Aeolus unter Hans-Werner von Engel und Friedrich von Buddenbrock auf einer mehr südlichen Route nach Hamilton (Bermuda), von wo die Aeolus am folgenden Tag den Flug nach New York mit einem Wasserstart fortsetzte. Da die Maschinen für den Flug über den Nordatlantik den Katapultstart von der Schwabenland benötigten, marschierte diese für die Rückflüge erst nach New York und dann zu den Bermudas. Für die zweite Serie ab dem 22. September marschierte sie wieder zurück nach Horta und nach dem Katapultstart beider Maschinen Richtung New York am 5. bzw. 6. Oktober diesmal nach Sydney (Nova Scotia), von wo die beiden Do 18 am 17. bzw. 18. Oktober wieder nach Horta gestartet wurden.
Im Dezember war die Schwabenland wieder auf der Position bei Fernando de Noronha auf der Postlinie im Einsatz.
In den Jahren 1937 und 1938 wiederholte die Lufthansa ihre Testflüge auf dem Nordatlantik mit viermotorigen Blohm & Voss Ha 139, deren höheres Startgewicht von 17,5 Tonnen eine Verstärkung der für 10-t-Flugzeuge ausgelegten Katapultanlage erforderte. Die Schwabenland besetzte meist die Position bei den Azoren, ihr Pendant auf der anderen Seite des Atlantiks war die Friesenland, das vierte Katapultschiff der Lufthansa. Da die USA der Lufthansa jedoch keine Postbeförderungslizenz erteilten, blieb es bei 50 erfolgreichen Probeflügen zwischen 1936 und 1938.
Die Schwabenland wurde auch immer wieder im Wechsel mit den anderen Schiffen auf der Poststrecke nach Südamerika eingesetzt. Der letzte Start einer Postmaschine von der Schwabenland erfolgte am 14. Juli 1939 in Bathurst durch die viermotorige Dornier Do 26, die die 3040 km nach Natal in 11 Stunden und 10 Minuten überwand.

### Antarktisexpedition 1938/39
Im Herbst 1938 charterte die Deutsche Antarktische Expedition 1938/39 die Schwabenland mit den beiden ehemaligen Postwalen D-AGAT Boreas und D-ALOX Passat und ließ für ihre Zwecke Umbauten am Schiff durchführen. Der Rumpf wurde eisverstärkt und ein zusätzlicher Hilfsdiesel eingebaut. Die Änderungen in der Verschiebebahn, die verkürzt und verstärkt worden war, um auch schwerere Maschinen vom Typ Blohm & Voss Ha 139 und Dornier Do 26 starten zu können, war schon für die Lufthansaversuchsreihe auf dem Nordatlantik erfolgt.
Die  Südpol-Expedition 1938/39 unter Kapitän Alfred Ritscher sollte in der Antarktis eine Basis für deutsche Walfangschiffe finden. Zusätzlich zur Staatsflagge hatte die Schwabenland eine eigens für die DFG entworfene Hausflagge anstelle einer Reedereiflagge gehisst, um ihren seevölkerrechtlichen Status als Staatschiff für Forschungszwecke zu unterstreichen. Die Expedition verließ Hamburg am 17. Dezember 1938 und erreichte am 19. Januar 1939 das Arbeitsgebiet an der Prinzessin-Martha-Küste. Die zum Forschungsschiff ausgerüstete Schwabenland startete ihre zwei Flugboote und diese entdeckten bislang unbekannte eisfreie Gebirge und konnten in sieben Vermessungsflügen zwischen dem 20. Januar und 5. Februar 1939 mit Reihenbildkameras eine Fläche von ca. 350.000 km² photogrammetrisch aufnehmen. An den Umkehrpunkten der Flugpolygone warfen sie Metallpfeile mit deutschen Hoheitszeichen ab. Das zum Zeitpunkt des Auslaufens der Schwabenland von keiner Nation beanspruchte Gebiet wurde Neuschwabenland genannt und sollte vom Deutschen Reich in Besitz genommen werden. Allerdings hatte Norwegen das Gebiet noch während der Anreise der Expedition in die Antarktis als Königin-Maud-Land zu norwegischem Territorium erklärt. Bei weiteren acht Flügen, an denen auch der Expeditionsleiter Alfred Ritscher teilnahm, wurden besonders interessante Regionen gefilmt und mit Farbfotos aufgenommen. Der Kapitän der Boreas, Richard Heinrich Schirmacher, entdeckte am 3. Februar 1939 vom Flugzeug aus die nach ihm benannte Schirmacher-Oase und das Wohlthatmassiv. Schiff und Flugboote kehrten am 11. April 1939 nach Hamburg zurück. Von den Luftaufnahmen gingen einige im Krieg verloren. Die Auswertung der verbliebenen Bilder, Filme, Messergebnisse etc. dauerte bis in die 1950er Jahre.
Vor dem östlichen Ende des Neuschwabenlands liegt der nach dem Schiff benannte Tiefseegraben Schwabenland-Canyon.

## Kriegseinsatz und Ende
Nach Kriegsbeginn wurde das Schiff am 12. Oktober 1939 von der Luftwaffe beschlagnahmt und zunächst an der französischen Atlantikküste zur Unterstützung von Seeflugzeugen genutzt. Nach aufwendiger Rückführung am 7. August 1942 durch den Kanal wurde die Schwabenland ab September 1942 in Norwegen als Katapultschiff für Fernaufklärer vom Typ Blohm & Voss BV 138 eingesetzt. Am 6. Juni 1943 wurde die Dornier Do 26 V6 P5+FH von der Schwabenland zur Wetterstation Holzauge nach Ostgrönland katapultiert, um die von den Alliierten schon entdeckte und angegriffene Besatzung der Station zu evakuieren. Mit diesem und einem weiteren Flug am 16. Juni gelang es Flugkapitän Wolfgang Blume und seiner dreiköpfigen Besatzung, alle 22 Stationsmitglieder und einige Schlittenhunde zu evakuieren.
Am 24. März 1944 wurde das Schiff vor Egersund von dem britischen U-Boot Terrapin torpediert, konnte aber noch im Flekkefjord auf Strand gesetzt und im Mai/Juni 1944 notdürftig schwimmfähig gemacht und nach Bergen geschleppt werden. (Der beim gleichen Angriff ebenfalls von der Terrapin torpedierte Tanker Wörth wurde nach Egersund geschleppt.) Am 4. Oktober 1944 wurde das nur notdürftig reparierte Schiff bei einem Luftangriff der britischen Luftwaffe auf die deutsche U-Boot-Basis in Bergen erneut beschädigt. Die Schwabenland wurde nicht mehr vollkommen repariert und diente ab Februar 1945 nur noch als Materiallager für die Marineausrüstungsstelle (M.A.ST) im Oslofjord.
Nach Kriegsende wurde das Schiff von der britischen Marine übernommen, die es ab Januar 1946 als Wohnhulk in Sandvika im Oslofjord benutzte und dann am 31. Dezember 1946 mit 1400 Tonnen Giftgasmunition beladen im Skagerrak auf Position 58° 10′ 22″ N, 10° 45′ 24″ O versenkte.